# Xanthophenax pygmaeus
Xanthophenax pygmaeus là một loài tò vò trong họ Ichneumonidae.